# Козачий розвідувальний дивізіон
Козачий розвідувальний дивізіон (нім. Kosaken-Aufklärungs-Abteilung) — військовий підрозділ козаків періоду Другої світової війни.

## Історія
З початком війни Третього Рейху з СРСР влітку 1941 військовий старшина Микола Назаренко втік з в'язниці, перебрався на Північний Кавказ, де організував партизанський загін з понад 80-ти добровольців, що боролись проти місцевих органів влади СРСР. Після появи чисельних військових підрозділів загін поділився у вересні на малі групи, що перебрались під Ростов-на-Дону, де зібрались в умовленому місці і відновили партизанські дії. Вони діяли на залізничних лініях, де відбили декілька партій ув'язнених, яких везли на Схід. Частина з них приєдналась до загону, чисельність якого зросла до 400 осіб. У формі Червоної армії 16 жовтня вони захопили лакадемонівську переправу через Міус, унеможлививши переправу відступаючих частин 9-ї армії. З тилу їх атакував батальйон РККА, посилений танкетками і панцерниками. Загін Назаренка врятували механізовані частини XIV механізованого корпусу генерала Густава фон Вітерсхейма, що захопили переправу біля Новомиколаївська і просувались вздовж Міусу. Після перемовин загін увійшов до корпусу як козачий розвідувальний підрозділ — перший в період війни. Загін брав участь у захопленні Вермахтом Таганрогу, Ростову-на-Дону. З 29 жовтня базувався біля селища Самбек. До весни 1942 здійснювали операції за лінією фронту. 23 липня 1942 козаки брали участь у повторному захопленні Ростова-на-Дону, після чого дивізіон підпорядкували 1-й танковій армії генерала фон Кляйста, що розвивала наступ на Грозний. Після поранення Назаренка дивізіон на 11 днів зупинився у селищі Дивне на ріці Манич. Після цього дивізіон у складі 16-ї моторизованого корпусу просувався до Каспійського моря, ведучи бої проти 5-го Донського козачого кавалерійського корпусу. На 15 жовтня дивізіон перекинули до Сталінграду, де брав участь у боях за тракторний завод, селища Ринок, Орловка. 18 листопада дивізіон перекинули біля хутору Меліклетського на стик 6-ї німецької армії і 3-ї румунської, через яку 19 листопада почався наступ 21-ї армії і 5-ї танкової. З великими втратами 19 грудня дивізіону вдалось вирватись з оточення і приєднатись до підрозділів Гельмута фон Панвіца. У лютому 1943 дивізіон перевели під Херсон, де розформували. Бійців перевезли до Млави, де як 1-шу сотню І-й Донського полку включили до 1-ї козачої дивізії.